# Mohamadou Bayero Bounou
Mohamadou Bayero Bounou est le directeur général de la Sodecoton depuis 2016.

## Biographie

### Enfance, éducation et débuts
Il est ingénieur agro-économiste.

### Carrière
En 2016, il est promu directeur général de la Sodecoton, entreprise camerounaise semi-étatique de la filière coton. Les trois années suivantes, les chiffres d'affaires de la Sodecoton se sont améliorés,, avec un chiffre d'affaires record depuis 2004.
Il fait partie des cinq chefs d'entreprises publiques les mieux rémunérés.